# Santamarina e Hijos
Santamarina e Hijos (actualmente Santamarina e Hijos S.A.) es una casa consignataria argentina que fue fundada el 1 de julio de 1890 por Ramón Santamarina junto a sus hijos José y Ramón. La firma se dedica a diversas ramas del ámbito económico, entre las que se encuentran las administraciones urbanas y rurales, las explotaciones industriales, los negocios bancarios y las comisiones y consignaciones de frutos del país. Su primera sede fue en la calle Victoria 864, actualmente Hipólito Yrigoyen.
Al morir Ramón Santamarina en 1904, Ramón II se hizo cargo de la administración. Poco tiempo después, con la muerte de este, la empresa quedó bajo la dirección de su hermano Enrique. A partir de 1923 se inició en la empresa la última gran reestructuración que le permitió seguir en el negocio, en una época de quiebra para muchas casas consignatarias. Aquí comenzó una nueva etapa, bajo la dirección de Jorge A. y Ramón III Santamarina y sus hermanos, hijo y nietos de Ramón Santamarina. En 1936 la empresa pasó de ser una sociedad colectiva a una Sociedad Anónima, comenzando así la etapa actual. A partir de 1971 la nueva generación que ya venía acompañando a los mayores desde hace varios años se hizo cargo de la dirección de la firma.
A 2008, la empresa se encuentra presidida por Marcelo de Alzaga, nieto de Jorge Alejandro Santamarina, y dirigida por Carlos Jaime Santamarina, Fernando Santamarina Ernesto Santamarina y Pablo Uriburu, todos representantes de la cuarta generación de descendientes de Ramón Santamarina.

## Fundación de pueblos
Santamarina e Hijos ha participado e incentivado la fundación de varios pueblos de la República Argentina, muchos de los cuales han progresado. Entre estos se destacan Ciudadela, Oriente, Monte Grande y Ramón Santamarina, en la provincia de Buenos Aires, y Sarah y Mariano Miró, en la provincia de La Pampa.

### Ciudadela
Una ordenanza dictada en 1910 autorizaba a Santamarina e Hijos a fundar un pueblo, para lo que se adquirieron sesenta y cinco manzanas, las cuales se encontraban divididas en cuarto fracciones. El 11 de noviembre de ese año se realizó el primer remate, continuándose así una venta activa de lotes a partir de ese momento. Se nombró a la zona como Ciudadela y se incrementó la cantidad de viviendas; también se realizaron obras con el objetivo de mejorar las condiciones de vida, como la construcción de veredas, la nivelación de las calles y mejoras en el cauce del Arroyo Maldonado. Se tomó como fecha de fundación del pueblo el 1 de diciembre de 1910, día en que se habilitó la estación de ferrocarril.

### Oriente
El 6 de septiembre de 1911, Santamarina e Hijos le solicitó al Ministro de Obras Públicas la autorización de unos planos para la fundación de un nuevo pueblo, cerca de la recientemente construida estación de ferrocarril, ubicada en el km. 59,9 del ramal que unía Coronel Dorrego y Cooper, y que sería librada al servicio público. El pueblo tomaría el nombre con el que fuese denominada la estación.
Estos planos pasaron el 26 de septiembre de 1911 al Departamento de Ingenieros, que aprobó el proyecto el 10 de octubre y autorizó a Andrés T. Villanueva, un agrimensor, para que ejecutase un replanteo del pueblo, debido a algunas observaciones realizadas. Debido a esto, el 10 de octubre de 1911 es tomado como la fecha de fundación del pueblo de Oriente. Santamarina e Hijos pidió los títulos de propiedad, que se encontraban adjuntos al expediente enviado al ministerio, e inició la venta de los solares, quintas y chacras.

### Monte Grande
Enrique Santamarina fue un gran propulsor de Monte Grande, donde fue el primer comisionado municipal y una figura muy importante en la creación del partido de Esteban Echeverría en 1913, cuando cedió los terrenos donde se emplazó el Club Social. Actualmente lo recuerdan en este pueblo una plaza, una avenida y un monumento, que contó con la colaboración de Santamarina e Hijos, ya que la empresa formó una comisión para recaudar los fondos necesarios para su construcción.

### Sarah y Mariano Miró
Hacia el 1900, el norte de La Pampa se encontraba en posesión de dos familias: Alvear y Santamarina. En las tierras de la familia Alvear se edificaron los pueblos de Bernardo Larroudé y Intendente Alvear, mientras que en las tierras de la familia Santamarina se formaron Sarah y Mariano Miró. José Santamarina, integrante de la firma y dueño de grandes extensiones de terreno en la zona, fue quien impulsó la construcción de la estación de ferrocarril en 1909. Años más tarde, Santamarina se casó con Sarah Wilkinson de Mastrengo, quien donó los terrenos donde se emplazó la plaza principal y a quien recuerda el nombre del pueblo.

### Ramón Santamarina
El pueblo de Ramón Santamarina, ubicado en el partido de Necochea, surgió en torno a la estación de ferrocarril. El 13 de septiembre de 1910, la sociedad Santamarina e Hijos declaró la fundación del pueblo, en tierras de su propiedad y en honor a Ramón II Santamarina. El pueblo se encontraba sobre la línea ferroviaria del sud, que provenía de Nicanor Olivera (Est. La Dulce) y, luego de pasar por Santamarina, continuaba hacia Energía, Orense y Cnel. Dorrego.